# Pfalz
Pfalz er en region i det sydvestlige Tyskland og er den sydlige del af delstaten Rheinland-Pfalz.
Dele af Rheinpfalz (Rhein = Rhinen) blev besat af Frankrig under Napoleonskrigene. Områderne blev efter Wienerkongressen i 1815 afstået til kongeriget Bayern og blev en bayersk provins i 1816. Navnet var Rheinkreis, men kong Ludwig 1. af Bayern omdøbte det i 1835 til Rheinpfalz. Efter første verdenskrig blev Pfalz besat af franske tropper til 1930, men tilhørte fortsat Bayern. Dele af Pfalz blev efter anden verdenskrig en del af Saarland og udgør området Saarpfalz. Efter anden verdenskrig blev Pfalz en del af den nye delstat Rheinland-Pfalz og mistede sin tilknytning til Bayern. Pfalz var en del af den franske besættelseszone.
Pfalz er kendt for sin Liebfraumilch og anden hvidvin. 

## Stednavnets oprindelse
Navnet Pfalz er opstået ved en betydningsforskydning fra ordet Königspfalz (= kongsgård), en fortyskning af det latinske ord palatium (= Palatinerhøjen i Rom; senere med betydningen "palads" ). Disse kongsgårde fandtes spredt i middelalderens kongedømmer, der endnu ikke havde en fast hovedstad. Riget blev regeret af den omrejsende konge, der holdt hof i den kongsgård, han opholdt sig i. Denne ordning er ophav til det udbredte stednavn Huseby i Norden. 